# Nissewaard

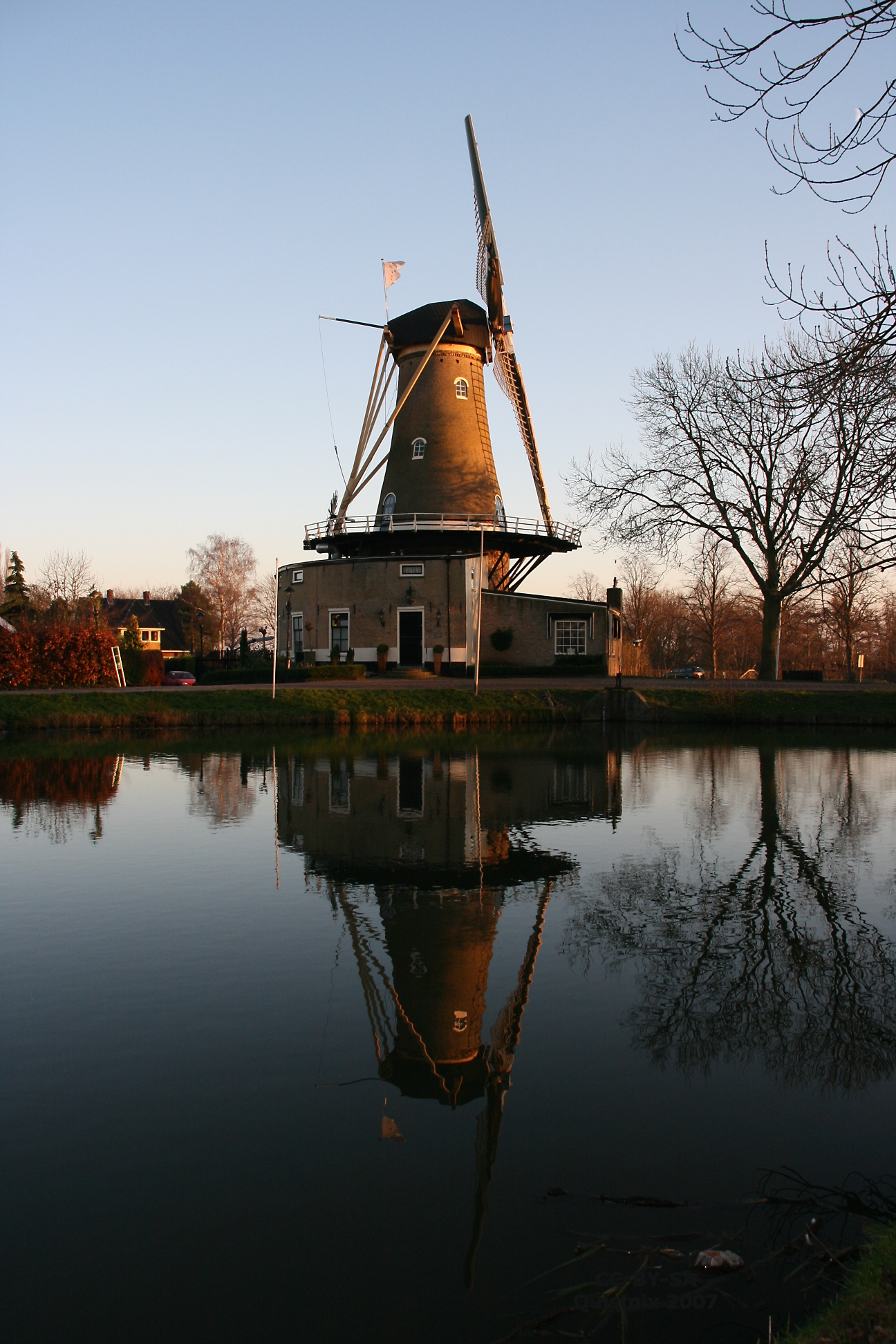
Bernisse väderkvarn i Nissewaard.

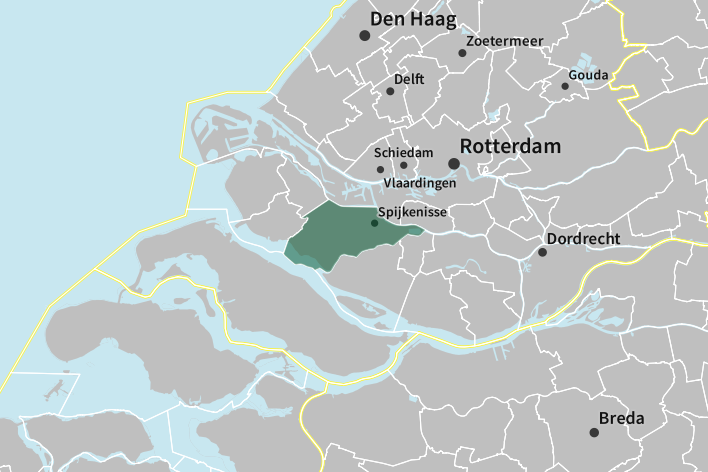
Nissewaards läge

Nissewaard är en kommun i provinsen Zuid-Holland i Nederländerna. Kommunens totala area är 98,74 km² (där 16,49 km² är vatten) och invånarantalet är på 85 407 invånare (2017). Kommunen bildades 2015 när Bernisse och Spijkenisse slogs samman.